# Тит Флавій Сабін (консул 69 року)
Тит Флавій Сабін (лат. Titus Flavius Sabinus; ? — після 81) — політичний та військовий діяч ранньої Римської імперії, консул-суффект 69 та 72 років.

## Життєпис
Походив з роду Флавіїв. Син Тита Флавія Сабіна, консула-суффекта 47 та 52 років, й Арреціни Клементіни. Про його молоді роки немає чітких відомостей. Після загибелі Нерона брав активну участь у боротьбі за владу. Підтримував разом із батьком Отона. У травні 69 році став консулом-суффектом разом з Гнеєм Аруленом Целієм Сабіном.
Після поразки Отона наприкінці того ж року допоміг батькові обратися консулом-суффектом, але той не встиг вступити на посаду. Разом із Сабіном-старшим тримав облогу на Капітолійському пагорбі. Втім встиг втекти з Риму. Надалі виконував доручення Веспасіана щодо привернення на свій бік римлян. Сприяв захопленню влади Титом Веспасіаном. У 72 році знову став консулом-суффектом, цього разу разом з Гаєм Ліцинієм Муціаном.
Надалі Сабін був куратором operum publicorum, тобто відповідальним за всі громадські будівлі. Останні повідомлення про нього датуються 81 роком.

## Родина
- Тит Флавій Сабін. консул 82 року
- Тит Флавій Клемент, консул 95 року